# Jean-Pierre Mourer

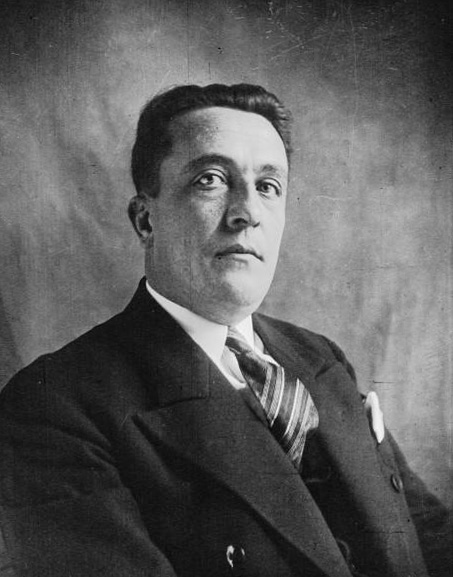
Jean-Pierre Mourer (Pressefoto 1933)

Jean-Pierre Mourer (deutsch auch Hans Peter Murer; * 19. August 1897 in Wittring, damals Wittringen im Reichsland Elsaß-Lothringen, heute Département Moselle; † 10. Juni 1947 in Mülhausen, Département Haut-Rhin) war ein französischer Politiker und während dreier Legislaturperioden Abgeordneter in der Abgeordnetenkammer (Chambre des députés).

## Französischer Kommunist und elsässischer Autonomist
Der Eisenbahnarbeiter Mourer wurde früh Mitglied der 1920 gegründeten Parti communiste (PCF) und bei den Parlamentswahlen 1928 im Wahlkreis Straßburg II als deren Kandidat aufgestellt. Im zweiten Wahldurchgang schlug er den sozialistischen Kandidaten Georges Weill (SFIO) mit 7.140 gegen 6.013 Stimmen. In der folgenden Legislaturperiode vertrat er die PCF in den Parlamentsausschüssen zu Algerien, Kolonien und Protektorate, Befreite Regionen, Hygiene und Wirtschaft.
Wegen elsässisch-autonomistischer Positionen wurde Mourer im Juli 1929 zusammen mit Charles Hueber aus der PCF ausgeschlossen. Die beiden Politiker wurden im Oktober 1929 Führer der nach dem Vorbild der deutschen Kommunistischen Partei-Opposition (auch KPD-Opposition; kurz KPD-O, KPDO oder KPO) gegründeten Kommunistischen Partei-Opposition Elsass-Lothringen (Parti communiste d'opposition d'Alsace-Lorraine, gegen Ende der 1930er Jahre umbenannt in Elsässische Arbeiter- und Bauernpartei). Für diese Partei zog er 1932 als Abgeordneter in den Generalrat (conseil général) des Départements Bas-Rhin ein und schlug bei den Parlamentswahlen im gleichen Jahr im zweiten Wahldurchgang mit 6.575 gegen 6.192 Stimmen knapp den sozialistischen Kandidaten, Marcel-Edmond Naegelen (SFIO), gegen den er auch bei den Parlamentswahlen 1936 im zweiten Wahlgang mit 5.844 Stimmen wiedergewählt wurde. Der emigrierte Literaturwissenschaftler Hans Mayer, der Mourer während seines Exils in Frankreich kennenlernte, beschreibt ihn als einen zynischen und opportunistischen Machtmenschen.
Im Herbst 1939 wurde Mourer bei Ausbruch des Zweiten Weltkriegs zusammen mit anderen prominenten elsässischen Autonomisten verhaftet und für zehn Monate in Nancy inhaftiert (die sog. Nanziger, französisch Nancéiens). Er konnte daher nicht an der Sitzung der Nationalversammlung teilnehmen, auf der am 10. Juli 1940 die erweiterten Vollmachten für Marschall Pétain beschlossen wurden.

## Kollaboration
1940 wurde Mourer von den einmarschierten deutschen Truppen befreit. Am 19. Januar 1941 beantragte er die Aufnahme in die NSDAP und wurde rückwirkend zum 1. Januar desselben Jahres aufgenommen (Mitgliedsnummer 7.848.338). Trotz der Einwände, die die Gestapo wegen seiner früheren kommunistischen Aktivitäten erhob, wurde er von der deutschen Verwaltung im besetzten Elsass zum Kreisleiter von Mülhausen ernannt. Während dieser Periode benutzte er die eingedeutschte Form seines Namens Hans Peter Murer. Die ausschließliche Verwendung des Deutschen im besetzten Gebiet war ihm ein wichtiges Anliegen. Ein Pforzheimer namens Fritz Löffler beteiligte sich in Karspach im Sundgau als Vertreter des Allgemeinen Deutschen Sprachvereins bei der im Rahmen der „Entwelschung“ (Germanisierung) stattfindenden zwangsweisen Umschulung der elsässischen Lehrer und Beamten. Am 26. März 1943 schlug Löffler dem Kreisleiter erfolgreich die Gründung einer regionalen Gruppe „Südwest“ des Sprachvereins in Mülhausen vor.
Beim Heranrücken der alliierten Truppen flüchtete Mourer aus dem Elsass nach Deutschland. Im August 1945 wurde er von amerikanischen Truppen in München festgenommen. Zunächst in Bad Mergentheim interniert, wurde er ein Jahr später an die französischen Behörden überstellt und in Mulhouse inhaftiert. Am 26. Februar 1947 verurteilte ihn der Gerichtshof des Départements Haut-Rhin wegen Kollaboration mit Deutschland zum Tode. Am 10. Juni 1947 wurde er in Ile Napoléon von einem Exekutionskommando erschossen. Die gegen Mourer im Prozess verwendeten Beweismittel bezogen sich dabei jedoch nicht auf die eigentliche Zeit der Kollaboration (1940–1945), sondern vor allem auf Kontakte, die er vor dem Krieg nach Deutschland gehabt haben soll.

## Veröffentlichungen
- Warum elsässische Arbeiter- und Bauernpartei? Strasbourg, Solidarité 1935